# Джи-Вон Вотсон
Джи-Вон Вотсон (англ. Je-Vaughn Watson, нар. 22 жовтня 1983, Сент-Кетрін) — ямайський футболіст, півзахисник.
Виступав, зокрема, за клуби «Х'юстон Динамо» та «Даллас», а також національну збірну Ямайки.

## Клубна кар'єра

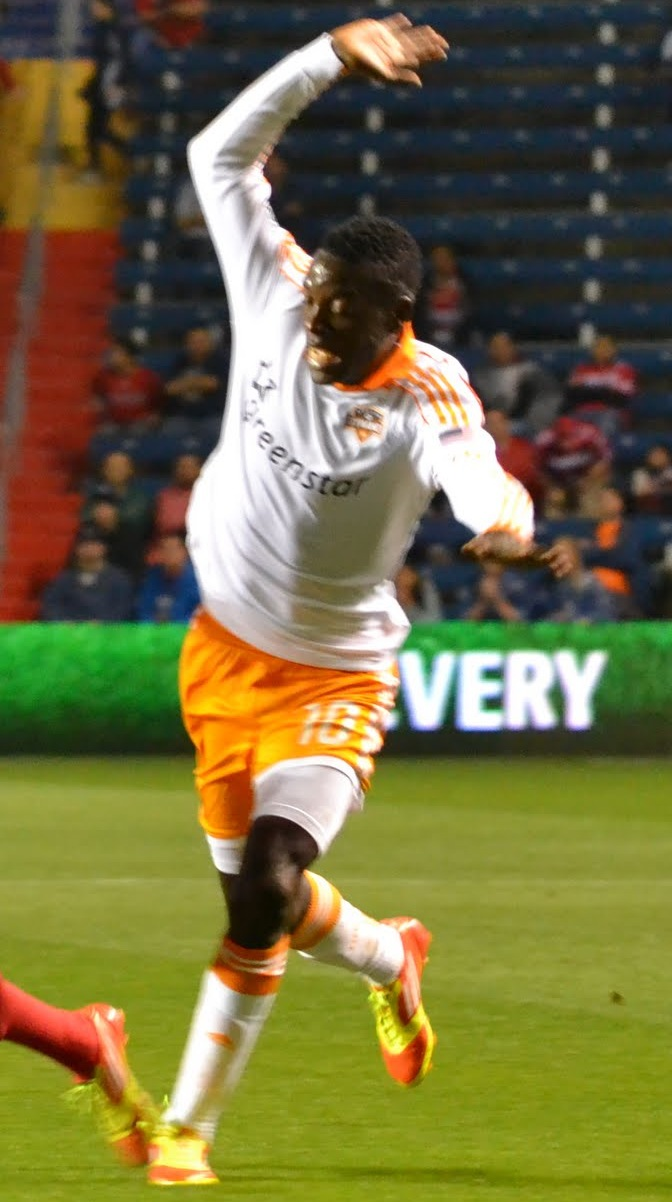
Джи-Вон Вотсон у складі «Х'юстон Динамо»

У дорослому футболі дебютував 2006 року виступами за команду «Академія Спортінг Сентраль», в якій провів п'ять сезонів.
Своєю грою за цю команду привернув увагу представників тренерського штабу клубу «Х'юстон Динамо», до складу якого приєднався 2011 року. Відіграв за команду з Х'юстона наступні два сезони своєї ігрової кар'єри. Більшість часу, проведеного у складі «Х'юстон Динамо», був основним гравцем команди.
2013 року уклав контракт з клубом «Даллас», у складі якого провів наступні три роки своєї кар'єри гравця. Граючи у складі «Далласа» також здебільшого виходив на поле в основному складі команди.
До складу клубу «Нью-Інгленд Революшн» приєднався 2016 року. Відіграв за команду з Массачусетса 41 матч в національному чемпіонаті.
У 2018 році захищав кольори клубу «Шарлотт Індепенденс». Наступного року Вотсон перейшов до «Оклахома-Сіті Енерджі» за який відіграв 16 матчів.
У вересні 2020 року півзахинсник перейшов до команди USL «Остін Боулд».
У серпні 2021 року Джи-Вон повернувся на батьківщину, де захищав кольори «Амбел Лайонс».

## Виступи за збірну
2008 року дебютував в офіційних матчах у складі національної збірної Ямайки. Наразі провів у формі головної команди країни 58 матчів, забивши 2 голи.
У складі збірної був учасником розіграшу Золотого кубка КОНКАКАФ 2011 року в США, розіграшу Золотого кубка КОНКАКАФ 2015 року в США та Канаді, де разом з командою здобув «срібло», розіграшу Кубка Америки 2015 року в Чилі, розіграшу Кубка Америки 2016 року в США.

### Голи в складі збірної
| No | Дата            | Місце проведення | Суперник   | Гол | Рахунок | Турнір                             |
| -- | --------------- | ---------------- | ---------- | --- | ------- | ---------------------------------- |
| 1. | 24 лютого 2012  | Ямайка           | Куба       | 2–0 | 3–0     | Товариський матч                   |
| 2. | 25 березня 2016 | Ямайка           | Коста-Рика | 1–0 | 1–1     | Відбір ЧС-2018                     |
| 3. | 11 жовтня 2016  | Гаяна            | Гаяна      | 1–2 | 4–2     | Карибський кубок (відбір)          |
| 3. | 26 липня 2017   | США              | США        | 1–1 | 1–2     | Фінал Золотого кубка КОНКАКАФ 2017 |

## Титули і досягнення

### Клубні
- «Х'юстон Динамо»

MLS чемпіон Східної конференції (2): 2011, 2012

### Збірні
- Переможець Карибського кубка: 2014
- Срібний призер Золотого кубка КОНКАКАФ: 2015, 2017